# Kornîțea, Bilohirea
Kornîțea (în ucraineană Корниця) este un sat în comuna Zalujjea din raionul Bilohirea, regiunea Hmelnîțkîi, Ucraina.

## Demografie
Componența lingvistică a localității Kornîțea
     Ucraineană (99,6%)
     Alte limbi (0,4%)
Conform recensământului din 2001, majoritatea populației localității Kornîțea era vorbitoare de ucraineană (99,6%), existând în minoritate și vorbitori de alte limbi.